# رنه دوم، دوک لورن
رنه دوم، دوک لورن (انگلیسی: René II, Duke of Lorraine؛ ۲ مه ۱۴۵۱ – ۱۰ دسامبر ۱۵۰۸) در آنژه متولد شد
رنه جوانی خود را نزد پدربزرگش رنه انجو بین آنجز و پرونس (پروانس) سپری کرد و در سال ۱۴۷۰ به پدرش در وادمونت پیوست. سه سال بعد او دوک لورن شد، که در آن زمان تحت فشار لوئی یازدهم از فرانسه و چارلز مارتین از بورگوندی بود که با او در ابتدا متحد شد. با این حال، هنگامی که دومی شروع به ایجاد پادگان در لورن نمود، رنه مخفیانه با لوئی (۱۴۷۴) متحد شد..